# زبان عامیانه اینترنتی
زبان عامیانه اینترنتی یا اینترانت (کوتاه نویسی اینترنتی، اصطلاحات سایبری، زبان نتی یا گفتگوی اینترنتی یا خلقت بنده) به انواع مختلفی از زبان عامیانه مرتبط داده می‌شود که که توسط افراد مختلف در اینترنت استفاده می‌گردد. نمونه ای از زبان عامیانه اینترنتی " LOL " است که به معنی "بلند بلند خندیدن" است. ارائه یک تعریف استاندارد از زبان عامیانه در اینترنت به دلیل تغییرات مداوم در ماهیت آن دشوار است. با این حال، می‌توان هر نوع زبان عامیانه ای که کاربران اینترنت محبوب کرده و در بسیاری از موارد، ابداع کرده‌اند را درک کرد و فهمید. این اصطلاحات غالباً با هدف صرفه جویی در تایپ یا جبران محدودیت‌های کارکتورهای کوچک «ایموجی» سرچشمه می‌گیرند. بسیاری از افراد طی نگارش پیام در پیام متنی، پیام فوری یا وب سایت‌های شبکه‌های اجتماعی از همین اختصارات استفاده می‌کنند. سرواژه‌های مختلف، نمادهای صفحه کلید و اختصارات انواع متفاوتی از زبان عامیانه در اینترنت هستند. گویش جدید از زبان عامیانه، مانند لیت یا لول‌کت، توسعه یافته در گروه میم‌های اینترنتی سر چشمه می‌گیرد و به جای اختصارهای «صرفه‌جویی‌کننده در زمان» استفاده می‌گردد. برخی افراد فقط به صورت تفننی از LOL استفاده می‌کنند. بسیاری از مردم از این اصطلاحات نه تنها در فضای اینترنت بلکه رو در رو نیز استفاده می‌کنند.